# Christian Serratosová
Christian Marie Serratos (* 21. září 1990, Pasadena) je americká herečka. Nejvíce se proslavila ztvárněním Rosity Espinosa v televizním seriálu The Walking Dead. Dále také hraje Suzie Crabgrass v seriálu Ned's Declassified School Survival Guide od televizní stanice Nickelodeon a Angelu Weber v Twilight sáze. Mezi lety 2020 až 2021 ztvárnila zpěvačku Selenu ve filmu Selena: The Series od Netflixu.

## Dětství
Narodila v Pasadeně v Kalifornii, vyrůstala ale v Burbanku. Její matka je Mexičanka, zatímco její otec je Ital. Ve věku 3 let dělala komparsistku v The Drew Carey Show a v sitcomu Coach.
V dětství krasobruslila. V sedmi letech podepsala smlouvu s modelingovou agenturou.

## Kariéra
Její první větší role byla Suzie Crabgrass v seriálu Ned's Declassified School Survival Guide, který se vysílal od roku 2004 až do roku 2007.
Další významná role byla Angely Weber v trilogii Stmívání, ta jí vynesla cenu „Young Supporting Actress“ v kategorii Nejlepší herecký výkon v celovečerním filmu na 30. ročníku soutěže Young Artist Awards.
V roce 2011 se objevila ve videu The Black Keys k jejich písni „Howlin' for You“.
Její největší role byla Rosita Espinosa v seriálu The Walking Dead, zpočátku vedlejší postava ve čtvrté řadě, později hlavní postava. V září roku 2022 bylo oznámeno, že bude hrát hlavní roli Londyn Lorenze v dramatu More.

## Osobní život
Je aktivistkou za práva zvířat. Dělala modelku pro kampaně organizace PETA, propagujících veganský životní styl, je rovněž veganka.
Od roku 2014 je ve vztahu se zpěvákem Davidem Boydem, mají spolu dceru.

## Filmografie

### Filmy
| Rok  | Název                             | Role           | Poznámky       |
| ---- | --------------------------------- | -------------- | -------------- |
| 2006 | Krásky od krav                    | Heather Perez  | Televizní film |
| 2008 | Stmívání                          | Angela Weber   |                |
| 2009 | Twilight sága: Nový měsíc         | Angela Weber   |                |
| 2010 | Twilight sága: Zatmění            | Angela Weber   |                |
| 2011 | 96 minut                          | Lena           |                |
| 2011 | Twilight sága: Rozbřesk – 1. část | Angela Weber   |                |
| 2012 | Twilight sága: Rozbřesk – 2. část | Angela Weber   |                |
| 2013 | Pop Star                          | Roxie Santos   |                |
| 2014 | 7500                              | Raquel Mendoza |                |

### Televize
| Rok           | Název                                    | Role            | Poznámky                                  |
| ------------- | ---------------------------------------- | --------------- | ----------------------------------------- |
| 2004–2007     | Ned's Declassified School Survival Guide | Suzie Crabgrass | 44 epizod                                 |
| 2005          | Zoey 101                                 | Dívka           | 1 epizoda                                 |
| 2006          | Sedmé nebe                               | Recepční        | 1 epizoda                                 |
| 2006          | Krásky od krav                           | Heather Perez   |                                           |
| 2007          | Hannah Montana                           | Alexa           | 1 epizoda                                 |
| 2011          | American Horror Story: Murder House      | Becca           | 1 epizoda                                 |
| 2011–2012     | The Secret Life of the American Teenager | Raven           | 9 epizod                                  |
| 2014–2022     | Živí mrtví                               | Rosita Espinosa | Vedlejší a později hlavní role, 94 epizod |
| 2020–2021     | Selena: The Series                       | Selena          | Hlavní role, 18 epizod                    |
| 2022          | Love, Death & Robots                     | Harper          | 1 epizoda                                 |
| Bude oznámeno | More                                     | Londyn Lorenz   | Hlavní role                               |

### Videoklipy
| Rok  | Název          | Hudebník   |
| ---- | -------------- | ---------- |
| 2018 | Drew Barrymore | Bryce Vine |

## Ocenění
| Rok  | Cena                     | Kategorie                                                            | Dílo                                     | Výsledek   |
| ---- | ------------------------ | -------------------------------------------------------------------- | ---------------------------------------- | ---------- |
| 2008 | 29th Young Artist Awards | Nejlepší výkon v televizním seriálu – Vedlejší role, mladá herečka   | Ned's Declassified School Survival Guide | Nominovaná |
| 2009 | 30th Young Artist Awards | Nejlepší výkon v celovečerním filmu – mladá herečka ve vedlejší roli | Stmívání                                 | Výhra      |
| 2021 | 36th Imagen Awards       | Nejlepší herečka – televizní drama                                   | Živí mrtví                               | Nominovaná |